# Видринецка църква
Видринецката църква (на гръцки: Ερείπια ναού στο Βιδρονήσι) е средновековна православна църква в развалини, разположена на острова Видринец в Малото Преспанско езеро, Егейска Македония, Гърция.

## Описание
Храмът е разположен в северната част на острова. Представлява малък храм, от който днес са оцелели само долната част на северната стена, светилището и част от свода на апсидата. Сградата е датирана с известни уговорки от специалистите към епохата на Палеологовата епоха - средата на XIII – средата на XV век.
В 1987 година развалините са обявени за паметник на културата.